# Estación de San Salvador
San Salvador es un apeadero ferroviario situado en la localidad homónina en el municipio español de Medio Cudeyo (Cantabria). Forma parte de la red de vía estrecha operada por Renfe Operadora a través de su división comercial Renfe Cercanías AM. Está integrada dentro del núcleo de Cercanías Cantabria al pertenecer a la línea C-3 (antigua F-2 de FEVE), que une Santander con Liérganes. Cuenta también con servicios regionales de la línea R-3f de Santander a Bilbao (sólo servicios R3a, entre Santander y Marrón).

## Situación ferroviaria
La estación forma parte de las siguientes líneas férreas:
- Pk. 542,115 de la línea de ferrocarril de vía estrecha que une Ferrol con Bilbao, en su sección de Santander a Orejo.[1] Este kilometraje es el que predomina en la señalización.
- Pk. 107,121 de la línea de ferrocarril de vía estrecha de Bilbao a Santander.[1]
- Pk. 011,366 de la línea de ferrocarril de vía estrecha de Santander a  Solares y Liérganes.[1]

La estación se encuentra a 9 metros de altitud. El tramo es de vía única y está electrificado a 1500 voltios CC.

## La estación
Las instalaciones constan de un único andén, sin control de accesos a las instalaciones ferroviarias que da acceso a la única vía, en la que efectúan parada los trenes de las líneas C-3 y R-3f. El andén cuenta con paneles de información, bancos y una marquesina para resguardo de los viajeros.
Desde finales del siglo XIX partía de la estación un ramal para el cargadero de la propia Compañía del Ferrocarril Santander-Bilbao. Este muelle se situaba al este del de San Justo y disponía de dos vías a distinto nivel, una para vagones cargados y otra para los vacíos, y dos vías apartadero.
A la estación llegaban los trenes con vagones de mineral de hierro cargados en otras estaciones de la Compañía, procedentes de las explotaciones mineras de Peña Cabarga. Así, en Solares se cargaba el mineral procedente de las minas de la propia localidad, y parte de las de Entrambasaguas; en Orejo el de la sociedad minera «Entrambasaguas», que llegaba a través de un cable aéreo al depósito de la estación; y en Heras se cargaba el mineral la sociedad minera «Heras» y la sociedad «Minas de Cabarga», en la falda sur de Peña Cabarga.

## Servicios ferroviarios

### Regionales
Los trenes regionales que unen Santander y Bilbao tienen parada en el apeadero, aunque sólo aquellos denominados como R3a Santander - Marrón. Este servicio se presta una vez por sentido, de lunes a viernes. Los servicios ferroviarios en la relación Bilbao-Santander, para los trayectos regionales, se prestan exclusivamente con composiciones diésel de la serie 2700
| Línea | Origen/Destino | Paradas intermedias | Destino/Origen   |
| --- | -------------- | --- | ---------------- |
| | Santander      | Valdecilla-La Marga · Nueva Montaña · Valle Real · Maliaño-La Vidriera · Astillero · La Cantábrica* · San Salvador* · Heras · Orejo · Puente Agüero · Villaverde de Pontones · Hoz de Anero · Beranga · Gama · Cicero · Treto · Limpias · Marrón · Udalla · Gibaja · Carranza · Villaverde Trucios · Arcentales ·Traslaviña · Mimetiz · Aranguren · Sodupe · Zaramillo · Iráuregui · Zorroza-Zorrozgoiti · Basurto Hospital · Amézola | Bilbao Concordia |
| * En los apeaderos de La Cantábrica y San Salvador sólo efectúan parada los servicios de la línea R3a Santander - Marrón. |                | |                  |

### Cercanías
Forma parte de la línea C-3 (Santander - Liérganes) de Cercanías Cantabria. Tiene un intervalo de paso de trenes aproximado, para los trenes que continúan circulando hasta la estación de Solares, de 30-60 minutos según la hora en días laborables de lunes a viernes, siendo de 60 minutos sábados, domingos y festivos. Para los trenes que llegan hasta la estación de Liérganes, el intervalo de paso es de 60 minutos de lunes a domingo, incluyendo festivos.